# Campons
Els campons (en llatí: Camponi) van ser un poble aquità que podria haver viscut a la Vall de Campan a la regió de Bigorra, segons diu Plini el Vell.